# Produtos sanguíneos para hemofilia contaminados
Produtos sanguíneos para hemofilia contaminados foram um grave problema para a saúde pública no final da década de 1970 até 1985.
Estes produtos causaram a infeção de um grande número de hemofílicos com HIV e hepatite C. As empresas envolvidas incluíam Alpha Therapeutic Corporation, Institut Mérieux (que então se tornou Rhone-Poulenc Rorer Inc., e agora faz parte da Sanofi ), Bayer Corporation e sua divisão Cutter Biological, Baxter International e sua divisão Hyland Pharmaceutical.
Fator VIII é uma proteína que auxilia na coagulação do sangue, que os hemofílicos, devido à natureza genética de sua condição, não conseguem produzir sozinhos. Ao se injetarem, os hemofílicos podem parar a sangria ou impedir o início da sangria; alguns o usam até três vezes por semana.

## Preocupações iniciais

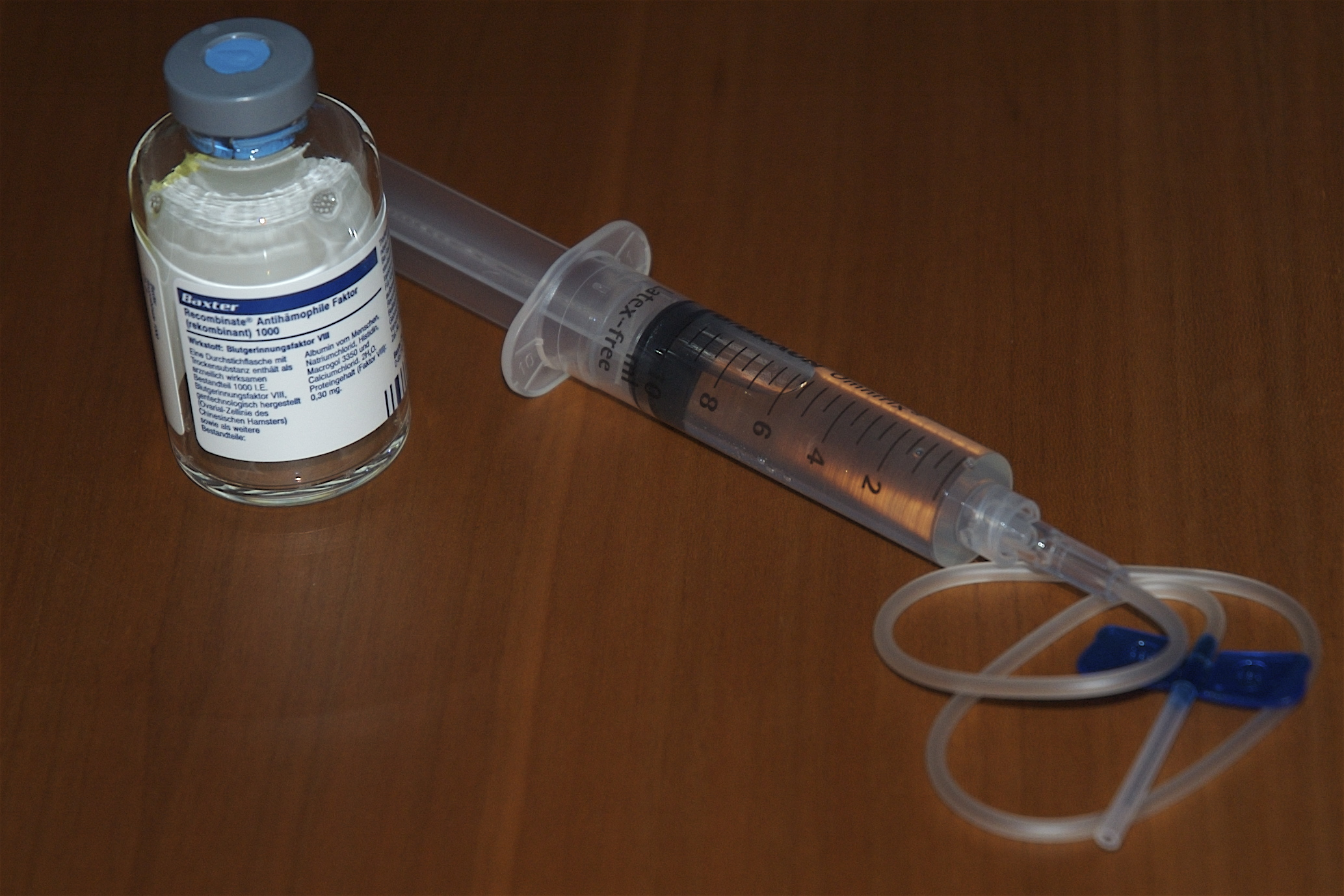
Forma concentrada do Fator VIII

Em 1981, crescia a preocupação com uma doença infecciosa não identificada associada ao colapso do sistema imunitário que mais tarde se tornaria conhecida como SIDA . Nos EUA afetava principalmente homens homossexuais e utilizadores de drogas intravenosas, enquanto em França um grupo mais diversificado de pacientes foi afetado. A 16 de julho de 1982, os Centros de Controle e Prevenção de Doenças (CDC) dos Estados Unidos relataram que três hemofílicos haviam adquirido a doença. Os epidemiologistas começaram a acreditar que a doença estava se espalhando através de produtos sanguíneos, com graves implicações para os hemofílicos que eram rotineiramente tratados com concentrado feito de grandes "pools" de plasma doado. Grande parte deste plasma foi coletado por plasmaférese comercial a doadores pagos, antes de existir teste de HIV de rotina, muitas vezes em cidades dos EUA que tinham um grande número de homossexuais e consumidores de drogas intravenosas e em algumas prisões dos EUA e países subdesenvolvidos durante os quatro ou cinco anos do final da década de 1970 até ao início da década de 1980, antes da SIDA ser descoberta e reconhecida como um problema de saúde pública.
Em Janeiro de 1983, o gestor de aquisição de plasma da divisão Cutter Biological da Bayer reconheceu numa carta que "há fortes evidências que sugerem que a SIDA é transmitida a outras pessoas através de... produtos de plasma." Em Março de 1983, o CDC alertou que os produtos sanguíneos "parecem responsáveis pela SIDA entre os pacientes com hemofilia". Em maio de 1983, um rival da Cutter começou a fabricar um concentrado tratado termicamente e a França decidiu suspender todas as importações de concentrados de fatores de coagulação.
A Cutter temia perder clientes, então, de acordo com um memorando interno, Cutter "queria dar a impressão de que [estavam] a melhorar continuamente o nosso produto sem lhes dizer que [esperavam] em breve também ter um concentrado tratado termicamente". O processo tornou o vírus “indetectável” no produto, segundo um estudo do governo.
Em junho de 1983, uma carta da Cutter a distribuidores em França e vinte outros países dizia que "a SIDA se tornou o centro da resposta irracional em muitos países" e que "Isso é particularmente preocupante para nós por causa de especulações infundadas de que esta síndrome pode ser transmitida por certos produtos sanguíneos." A França continuou a usar concentrado não tratado de estilo antigo até agosto de 1983.

## Vendas continuadas
A 29 de fevereiro de 1984, a Cutter tornou-se a última das quatro principais empresas de produtos sanguíneos a obter aprovação dos EUA para vender concentrado aquecido. Mesmo depois da Cutter começar a vender o novo produto, durante vários meses, até agosto de 1984, a empresa continuou a fabricar o medicamento antigo. Um dos motivos foi que a empresa tinha vários contratos de preço fixo e acreditava que o produto antigo seria mais barato de produzir.
Funcionários da Bayer (respondendo em nome da Cutter) emitiram um comunicado, afirmando que a Cutter continuou a vender o medicamento antigo, "porque alguns clientes duvidaram da eficácia do novo medicamento" e porque alguns países demoraram a aprovar a sua venda. A empresa também disse que a escassez de plasma, usado para fabricar o medicamento, impediu Cutter de fabricar mais do novo produto." Funcionários da Bayer também alegaram que uma escassez geral de plasma em 1985 impediu Cutter de fabricar mais medicamentos tratados termicamente; no entanto, como a Cutter estava a usar parte do seu plasma limitado para continuar a fabricar o produto antigo, eles podem ter contribuído para a escassez. Embora a Bayer tenha dito que as "exigências processuais" impostas por Taiwan retardaram sua capacidade de vender o novo produto, de acordo com o The New York Times, Hsu Chien-wen, funcionário do departamento de saúde de Taiwan, disse em 2003 que a Cutter não havia solicitado permissão para vender o medicamento aquecido até julho de 1985, um ano e meio depois de fazê-lo nos Estados Unidos. Cindy Lai, diretora assistente do departamento de saúde de Hong Kong, disse que Cutter só precisava obter uma licença de importação na década de 1980 para vender o produto mais novo e que o processo normalmente levaria uma semana.
Embora o novo produto vendesse bem, uma reunião da empresa Cutter observou que "há excesso de inventário [do produto] não aquecido", o que resultou na decisão da empresa de "rever novamente os mercados internacionais para determinar se mais deste produto pode ser vendido". Cutter decidiu vender o medicamento antigo à Ásia e à América Latina, em quantidades no valor de milhões de dólares, ao mesmo tempo que vendia o produto novo e mais seguro no Ocidente, onde o produto não aquecido se revelava cada vez mais não comercializável.
No final de 1984, quando um distribuidor de Hong Kong perguntou à Cutter sobre o produto mais novo, os registos mostram que a Cutter pediu ao distribuidor que "esgotasse os inventários" do medicamento antigo antes de mudar para seu produto "mais seguro e melhor". Vários meses mais tarde, quando os hemofílicos em Hong Kong começaram a testar positivo para o VIH, alguns médicos locais começaram a questionar se a Cutter estava a despejar medicamentos "contaminados pela SIDA" em países menos desenvolvidos. A Cutter negou a alegação, alegando que o produto não aquecido "não representava nenhum perigo grave" e era na verdade o "mesmo produto excelente que fornecemos há anos". Em maio de 1985, quando o distribuidor de Hong Kong informou sobre uma emergência médica iminente, pedindo o produto mais novo, a Cutter respondeu que a maior parte do novo medicamento iria para os EUA e a Europa e que não havia o suficiente para Hong Kong, exceto para um pequena quantidade para os "pacientes mais vocais".
A Administração de Alimentos e Medicamentos dos Estados Unidos (FDA) ajudou a manter as notícias longe dos olhos do público. Em maio de 1985, o regulador de produtos sanguíneos da FDA, Harry M. Meyer Jr., acreditando que as empresas haviam quebrado um acordo voluntário para retirar o medicamento antigo do mercado, reuniu os funcionários das empresas e ordenou-lhes que cumprissem o acordo. As notas da Cutter na reunião indicam que Meyer pediu que o problema fosse "resolvido silenciosamente, sem alertar o Congresso, a comunidade médica e o público", enquanto outra empresa observou que a FDA queria que o assunto fosse resolvido "de forma rápida e silenciosa".
Ao mesmo tempo, um funcionário da Cutter escreveu que "Parece que não há mais mercados no Extremo Oriente onde possamos esperar vender quantidades substanciais de [medicamentos] não tratados termicamente" e parou de enviar concentrado não aquecido em julho de 1985.
De acordo com o The New York Times, médicos e pacientes contactados no exterior disseram não ter conhecimento do conteúdo dos documentos da Cutter. O número de pacientes afetados é desconhecido. Dado que muitos registos não estão disponíveis e porque na altura não havia um teste de VIH disponível, não se pode saber se os hemofílicos estrangeiros estavam infetados com VIH antes da Cutter começar a vender o seu medicamento mais seguro ou depois.
O New York Times encontrou esses documentos amplamente despercebidos ("memorandos internos, atas de reuniões de marketing da empresa e telexes para distribuidores estrangeiros") como parte da produção relacionada aos processos judiciais pela parte de hemofílicos americanos. Sidney M. Wolfe, diretor do Public Citizen Health Research Group, que investiga as práticas da indústria há três décadas, chamou-os de “os documentos internos da indústria farmacêutica mais incriminatórios que já vi”.
Em 22 de agosto de 2003, Scarborough Country da MSNBC teve a Bayer em seu segmento "Rato da Semana". Conversando com Mike Papantonio, consultor jurídico do programa, eles discutiram o artigo de 2003 do The New York Times mencionado acima, dizendo que o produto (conhecido pela Bayer por apresentar risco de contaminação) foi "descartado ... no Japão, Espanha e França."

## Casos judiciais por país
A venda de produtos sanguíneos contaminados levou a processos judiciais em muitos países.

### Canadá
No Canadá, na altura em que os exames de sangue começaram, no final de 1985, cerca de 2.000 pessoas tinham sido infetadas com VIH e até 60.000 com Hepatite C. Três ações judiciais foram movidas contra a Cruz Vermelha Canadiana por pessoas que receberam produtos sanguíneos contaminados. Em Abril de 2001, o Supremo Tribunal do Canadá considerou a Cruz Vermelha Canadiana culpada de negligência por não ter rastreado eficazmente os dadores de sangue relativamente à infecção pelo VIH.

### França
Em França, cerca de 4.000 pessoas, muitas das quais eram hemofílicas, receberam sangue infetado com VIH.
Um ex- ministro da Saúde foi condenado por não ter feito um exame de sangue adequado, levando à morte de cinco pessoas por AIDS e à infeção de outras duas durante um período chave em 1985. Dois outros funcionários do governo que continuaram a utilizar o antigo stock não aquecido em 1985, quando estava disponível um produto aquecido, receberam penas de prisão. Alegadamente, os três políticos atrasaram a introdução dos testes de rastreio sanguíneo dos Estados Unidos em França até que um produto rival francês estivesse pronto para ser vendido no mercado.

### Irão
No Irão, a partir de 2001, o antigo chefe do centro de transfusão de sangue do Irão, Dr. Farhadi, foi a julgamento juntamente com outros dois médicos, enfrentando acusações que incluíam negligência por importar produtos contaminados com VIH de França depois de os pacientes terem contraído o VIH. O caso surgiu na sequência de denúncias de familiares de cerca de 170 pessoas, muitas delas crianças, que tinham hemofilia ou talassemia.
Aproximadamente 300 iranianos foram infetados pelos produtos sanguíneos contaminados, de acordo com o Ministério da Saúde do Irão. O Irão é o único país que não recebeu compensação da França, segundo a Fars News. Quando o primeiro-ministro francês Laurent Fabius visitou o Irão após o acordo nuclear com o Irão, houve renovadas controvérsias e protestos, em parte devido ao escândalo do sangue infectado.

### Iraque
Em 1986, funcionários do Ministério da Saúde de Saddam Hussein determinaram que pelo menos 115 hemofílicos iraquianos tinham contraído SIDA através de agentes coagulantes importados de França e da Áustria. De acordo com Said I. Hakki, diretor da Sociedade do Crescente Vermelho Iraquiano, 189 hemofílicos, de 6 meses a 18 anos de idade, contraíram HIV a partir de produtos sanguíneos que o Institut Mérieux e a Immuno venderam ao Iraque de 1982 a 1986; sem ser detetado, o vírus propagou-se posteriormente a pelo menos mais 50 iraquianos, através de relações sexuais, parto ou amamentação.
Em agosto de 2005, os cerca de 35 sobreviventes, juntamente com as famílias dos que morreram, e a Sociedade do Crescente Vermelho Iraquiano processaram o Ministério da Saúde e o Instituto Mérieux da França e a Immuno AG da Áustria, duas empresas que adquiriram ou sucederam às empresas que tinham vendido produtos sanguíneos contaminados ao Iraque. O Institut Mérieux agora faz parte da Sanofi-Aventis, enquanto a Immuno AG foi adquirida pela Baxter International em 1996.
Vários dos hemofílicos infectados falaram com o The New York Times em 2006 sobre a vida sob o governo de Hussein. Foram obrigados a “assinar um compromisso jurando não trabalhar, casar, frequentar a escola, usar piscinas públicas ou barbearias, ir ao consultório médico ou contar a ninguém sobre o seu estado”, punível com a morte. As casas das famílias tinham avisos pintados, dizendo aos vizinhos para se manterem afastados porque a casa estava contaminada com o VIH e mesmo os irmãos não infetados não podiam casar. Em 2006, os hemofílicos infetados recebiam cerca de 35 dólares por mês em assistência governamental, mas nenhum medicamento para o VIH.

### Itália
Angelo Magrini, dirigente de uma associação de hemofílicos, disse que em 2001, 1.300 pessoas, incluindo quase 150 crianças, morreram na Itália devido a infusões de sangue infetado desde 1985.

### Portugal
Em Portugal, mais de 100 hemofílicos portugueses foram infetados pelo HIV após receberem transfusões de plasma contaminado importado e distribuído pelo serviço público de saúde. Em 2001, Leonor Beleza, ex-ministra da saúde, foi indiciada por propagação de doença contagiosa durante seu mandato na década de 1980.